# Ledesma de la Cogolla
Ledesma de la Cogolla is een gemeente in de Spaanse provincie en regio La Rioja met een oppervlakte van 12,13 km². Ledesma de la Cogolla telt 16 inwoners (1 januari 2016).

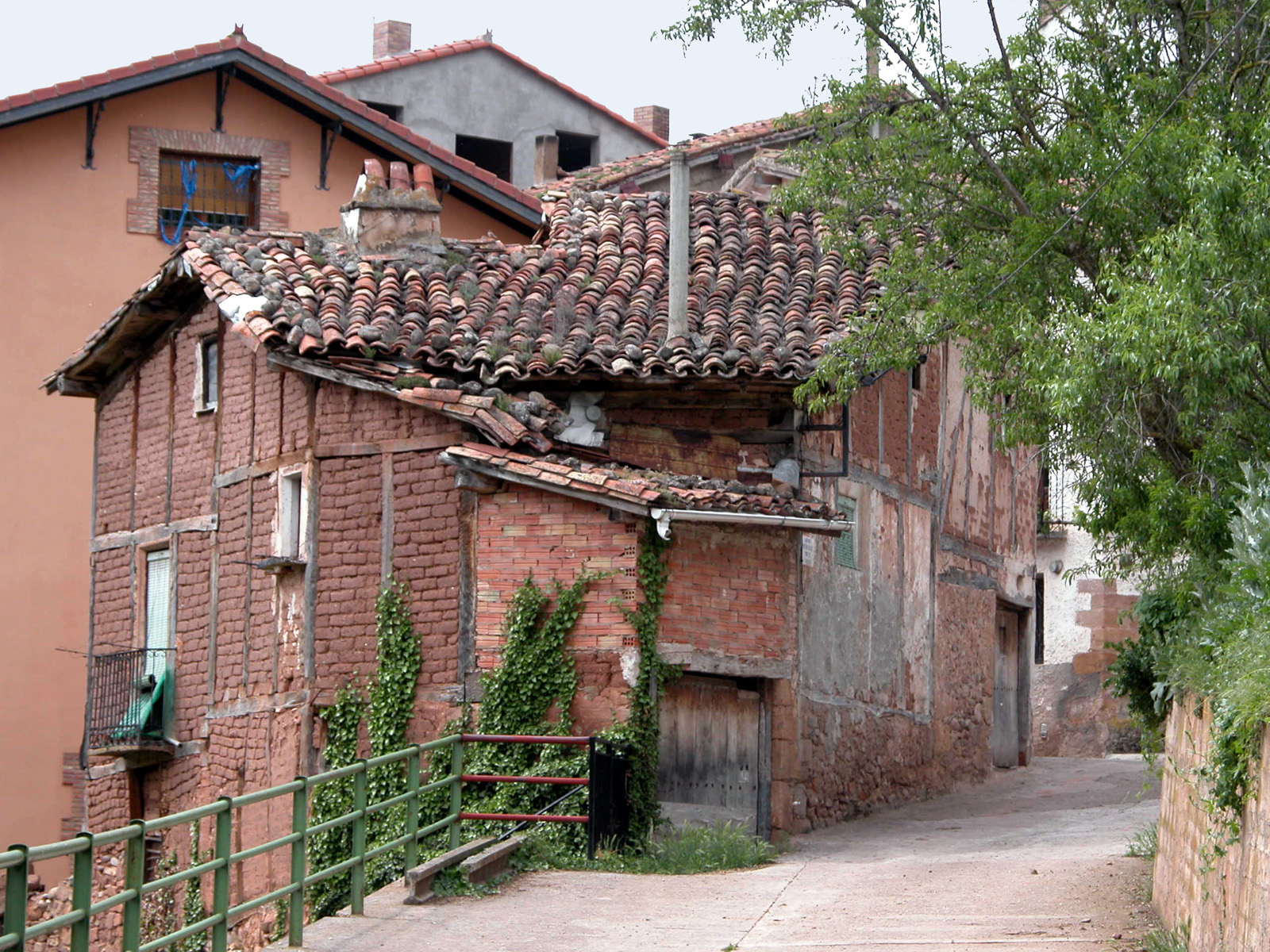
Ledesma de la Cogolla
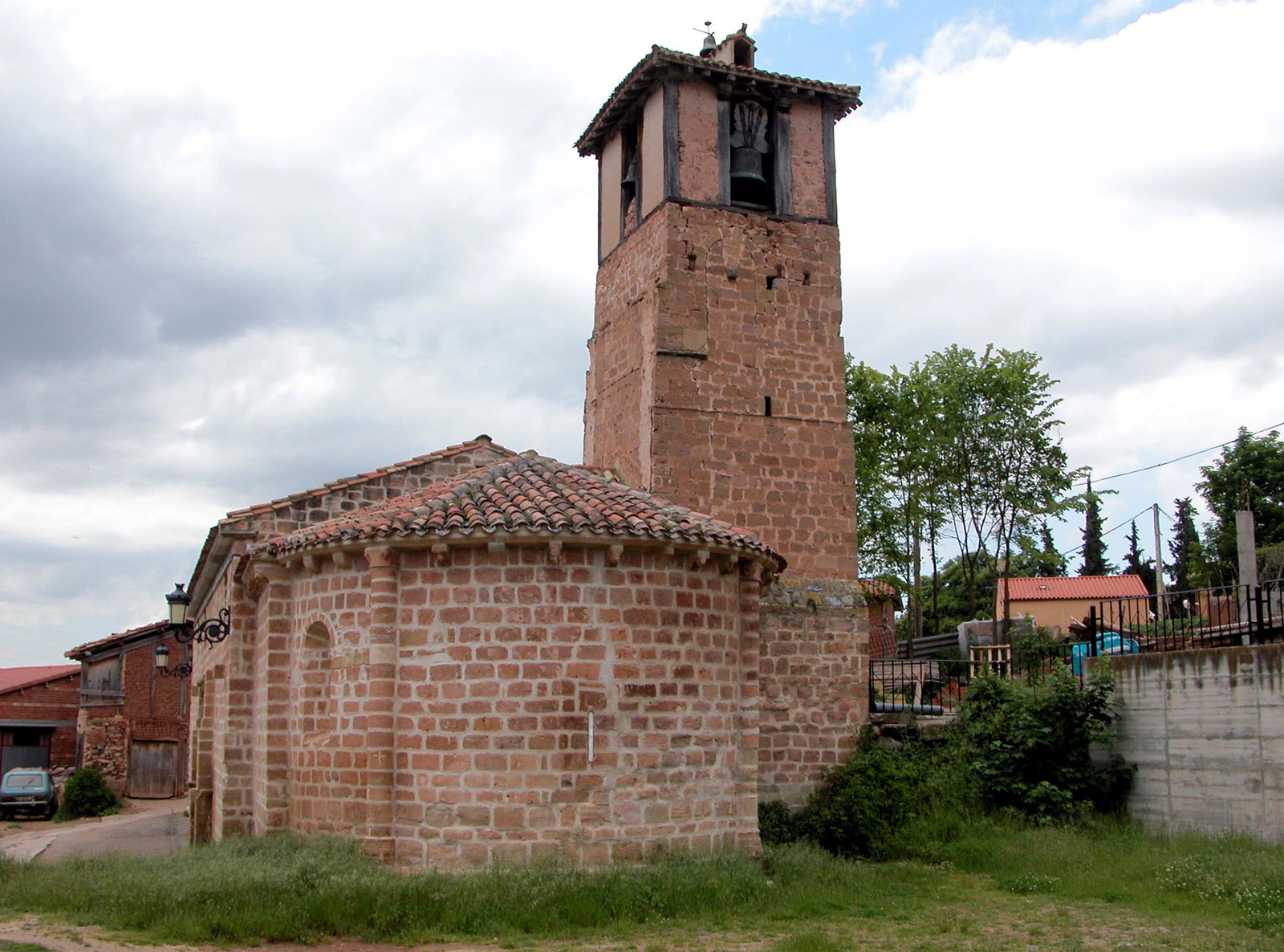
Kerk van Santa María

## Demografische ontwikkeling
Bron: INE, 1857-2011: volkstellingen